# Blishøne
Blishønen (latin: Fulica atra) er en almindelig ynglefugl i Danmark. Den findes ved søer, moser og vandløb. Blishønen er udbredt i det meste af Europa, dog ikke det nordlige Skandinavien, samt i Asien og Australien. Arten lever især af vandplanter. Ynglebestanden er vurderet som sårbar på den danske rødliste.

## Udseende
Blishønen er let genkendelig på sin runde, sorte krop og sit hvide næb og den hvide pandeblis. Den bliver op til 40 cm lang. Hvad hannerne angår varierer størrelsen på pandeblissen efter hvor dominerende de er, og pandeblissen bliver mindre hvis hannen mister status. De to køn ligner i øvrigt hinanden. Ungfuglene har lys hals og ansigt, gult næb og mangler blissen. Blishønen er ikke nogen god svømmer, og den har ikke svømmehud mellem tæerne, men kun svømmelapper langs kanten.

## Adfærd
Blishønen dykker efter føde på lavt vand og æder vandplanter, små muslinger, insekter og snegle, men den græsser også på land. Blishønen lever hovedsagelig af vandplanter, specielt grønalger, og på ynglepladserne af tagrørblade, som den supplerer med muslinger, snegle, orme og insekter. En del af føden henter den på søbredden og tilstødende græsenge.
Den bygger sin rede i rørskoven. Reden er konstrueret af vandplanter. Blishønen er i ynglesæsonen aggressiv over for både artsfæller og andre fugle, men samles udenfor ynglesæsonen i større flokke. Om vinteren trækker ungfuglene sydpå til Holland, Belgien eller Frankrig, mens de voksne individer bliver i Danmark, hvor bestanden øges med flokke fra Østersøregionen.
Dens naturlige fjender er eksempelvis mosegrise (vandrotter), ræve og gedder.
- Blishøne på rede.
- Blishønens rede placeres utilgængeligt for landrovdyr.
- Blishøne med unge. Bemærk det rødlige hoved.
- Museum specimen